# Зюзякин, Максим Валерьевич
Макси́м Вале́рьевич Зюзя́кин (род. 13 января 1991, Новокузнецк, Кемеровская область) — российский хоккеист, нападающий.

## Карьера
Начинал заниматься хоккеем в школе новокузнецкого «Металлурга» у Владимира Ефимова. Несколько лет играл в юношеских командах омского «Авангарда». В 2004 году продолжил обучение в школе ярославского «Локомотива».
В сезонах 2007/2008 и 2008/2009 играл в фарм-клубе «Локомотив-2», а в сезоне 2009/2010 и 2010/2011 за созданный на его основе молодёжный клуб «Локо». В последних двух сезонах привлекался к тренировкам основного состава, провёл с ним соответственно 1 и 2 матча. В первом сезоне МХЛ стал лучшим бомбардиром команды.
Не попал в авиакатастрофу 7 сентября 2011 года, так как был оставлен тренерами готовиться с «Локо», хотя изначально был заявлен на несостоявшуюся игру основного состава. В сентябре 2011 года стал капитаном «Локо», а в декабре — капитаном возрождаемого «Локомотива», начавшего выступления в ВХЛ.
Зюзякин подписал пробный контракт с тольяттинской «Ладой» в июне 2014 года.

## Статистика
| Легенда | Легенда                    | Легенда | Легенда                   | Легенда | Легенда    |
| ------- | -------------------------- | ------- | ------------------------- | ------- | ---------- |
| И       | Количество проведённых игр | Штр     | Штрафное время            | +/−     | Плюс-минус |
| Г       | Голы                       | П       | Голевые передачи          | О       | Очки       |
| -       | Статистика неизвестна      | —       | Статистика не учитывалась |         |            |

## Достижения
Личные
| Год  | Команда | Достижение                    | Достижение |
| ---- | ------- | ----------------------------- | ---------- |
| 2011 | Локо    | Участник Матча всех звёзд МХЛ |            |